# André Adolphe-Eugène Disdéri

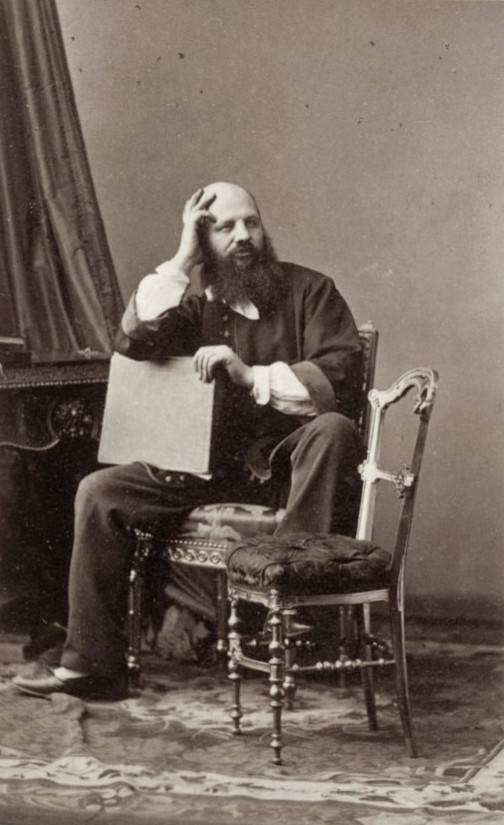
André Adolphe-Eugène Disdéri, Selbstporträt

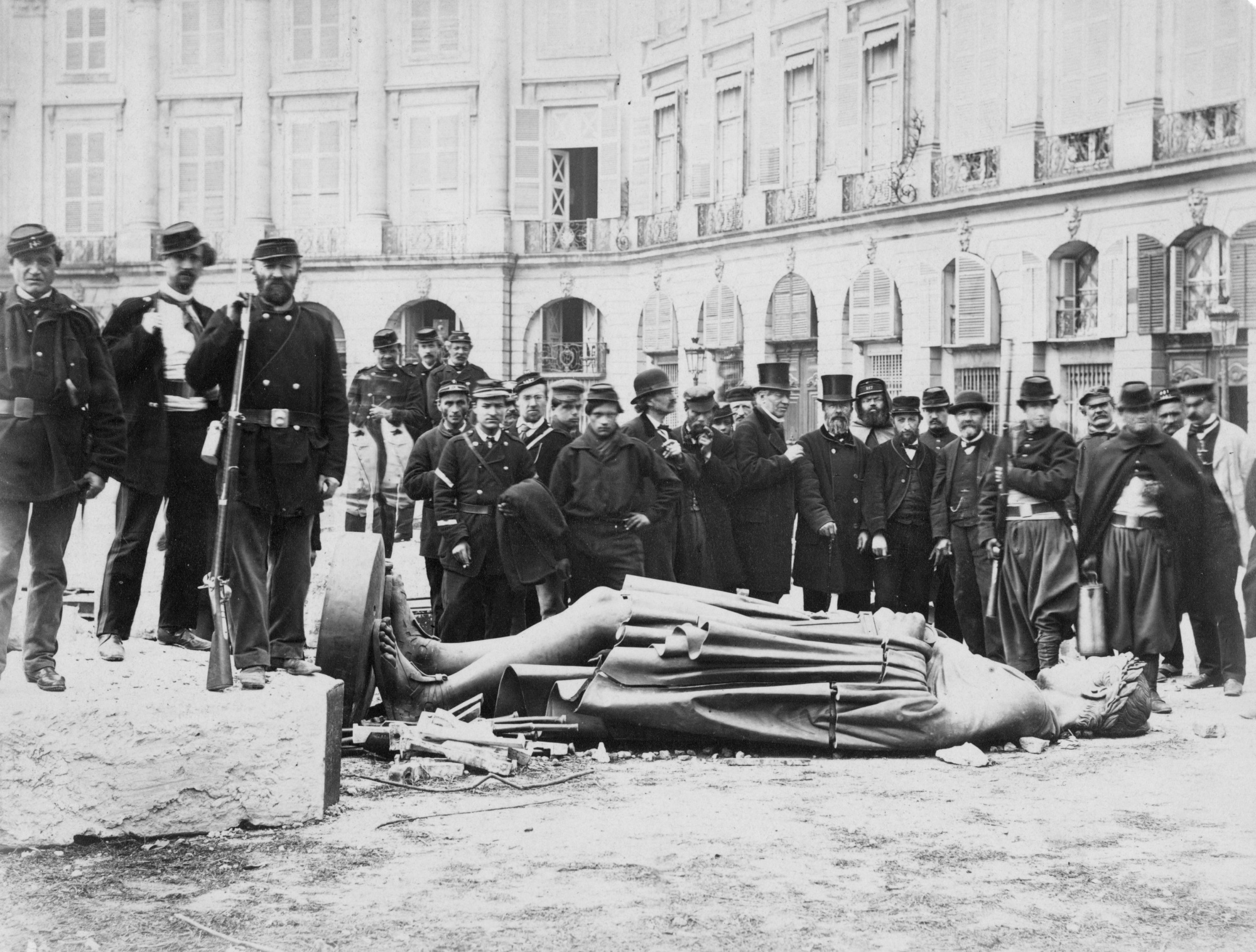
Pariser Kommunarden beim Sturz der Colonne Vendôme, 1871, Aufnahme von André Adolphe-Eugène Disdéri

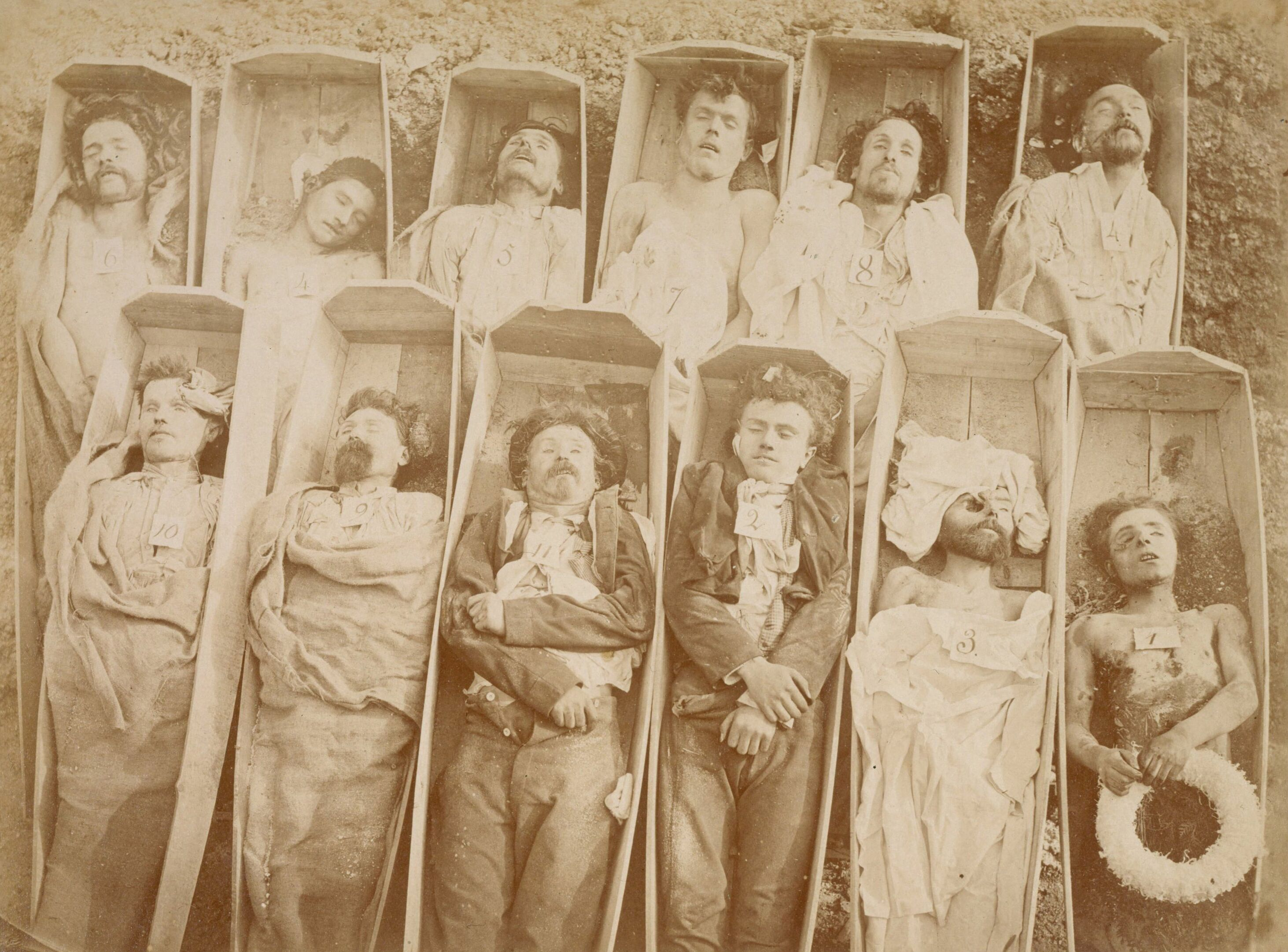
Leichen Pariser Kommunarden, 1871, Aufnahme von André Adolphe-Eugène Disdéri

André Adolphe-Eugène Disdéri (* 28. März 1819 in Paris; † 4. Oktober 1889 ebenda) war ein französischer Fotograf und Erfinder.

## Leben
Disdéri wurde 1819 als Sohn von Louise-Eugénie und Jean-André Disdéri geboren. 1843 heiratete er Élisabeth Francart und zog mit ihr nach Brest; das Paar trennte sich wenige Jahre später wieder. Geneviève Élisabeth Disdéri selbst führte das gemeinsame Fotogeschäft in Brest weiter und war bald als bedeutende Fotografin anerkannt. Disdéri selbst verließ Brest nach verschiedenen Zwischenstationen in Richtung Paris.
Er ließ 1854 sein sogenanntes Carte-de-visite-Verfahren (Visitenkartenporträt) patentieren, bei dem mit Hilfe einer mehrlinsigen Kamera auf Kollodium-Negativmaterial eine Serie von acht Porträtbildern festgehalten werden konnte. Diese Methode wurde erst ab 1860 von Photographen angewendet, verhalf aber dann der Porträtphotograhie zu großer Popularität.
1858 erfand Disdéri das sogenannte Mosaikbild, auf dem Fotos verschiedener Personen oder Ansichten zu einem Foto zusammengestellt werden.
Trotz seines Erfolges musste er 1856 nach einem Bankrott eine Gefängnisstrafe antreten. Er erholte sich wirtschaftlich wieder und war möglicherweise – die Berichte sind nicht bestätigt – zeitweilig offizieller Fotograf des französischen Kaisers Napoleon III. Das Vorhandensein zahlreicher Fotografien mit Motiven aus Algerien deutet zumindest auf eine Teilnahme an Napoleons Algerien-Reise im Jahr 1860 hin.
1862 veröffentlichte er sein Werk „L'Art de la photographie“, mit dem den Beweis antreten wollte, dass die Fotografie eine Kunstform ist. In dieser Phase seines Lebens befand sich Disdéri sowohl künstlerisch als auch wirtschaftlich auf dem Höhepunkt seines Schaffens. Nach der Niederschlagung der Pariser Kommune 1871 dokumentierte er die Massaker durch zahlreiche Aufnahmen von Erschossenen.
Nach 1873 gingen seine Einnahmen stark zurück und Disdéri verarmte. Er starb 1889 im Armenhospital Sainte-Anne und wurde in einem für kostenlose Beerdigungen reservierten Graben des Friedhofs Bagneux beigesetzt. Er hinterließ 91 Alben mit 12.000 Tafeln, die wenige Jahre später bei einer Versteigerung hohe Preise erzielten.

## Galerie

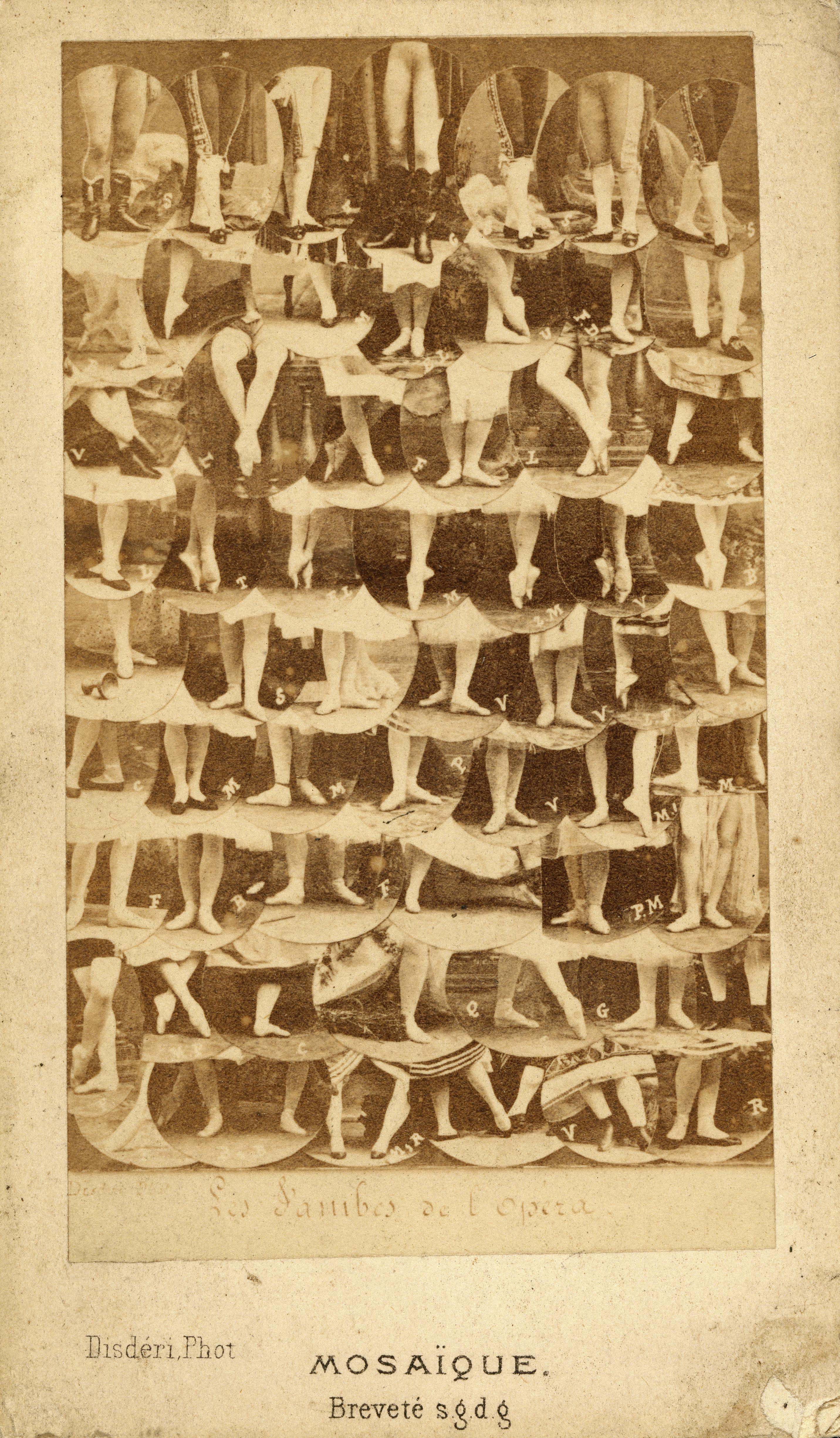
„Die Beine der Oper“, patentiertes Mosaikbild, um 1862
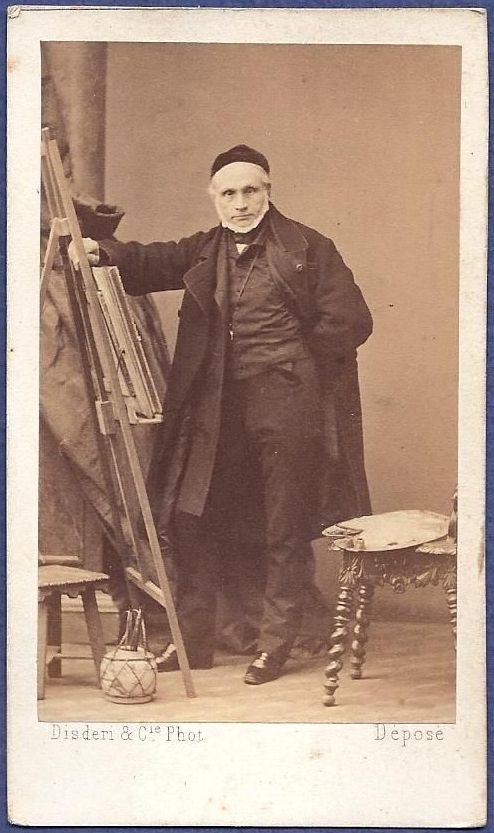
Joseph-Nicolas Robert-Fleury
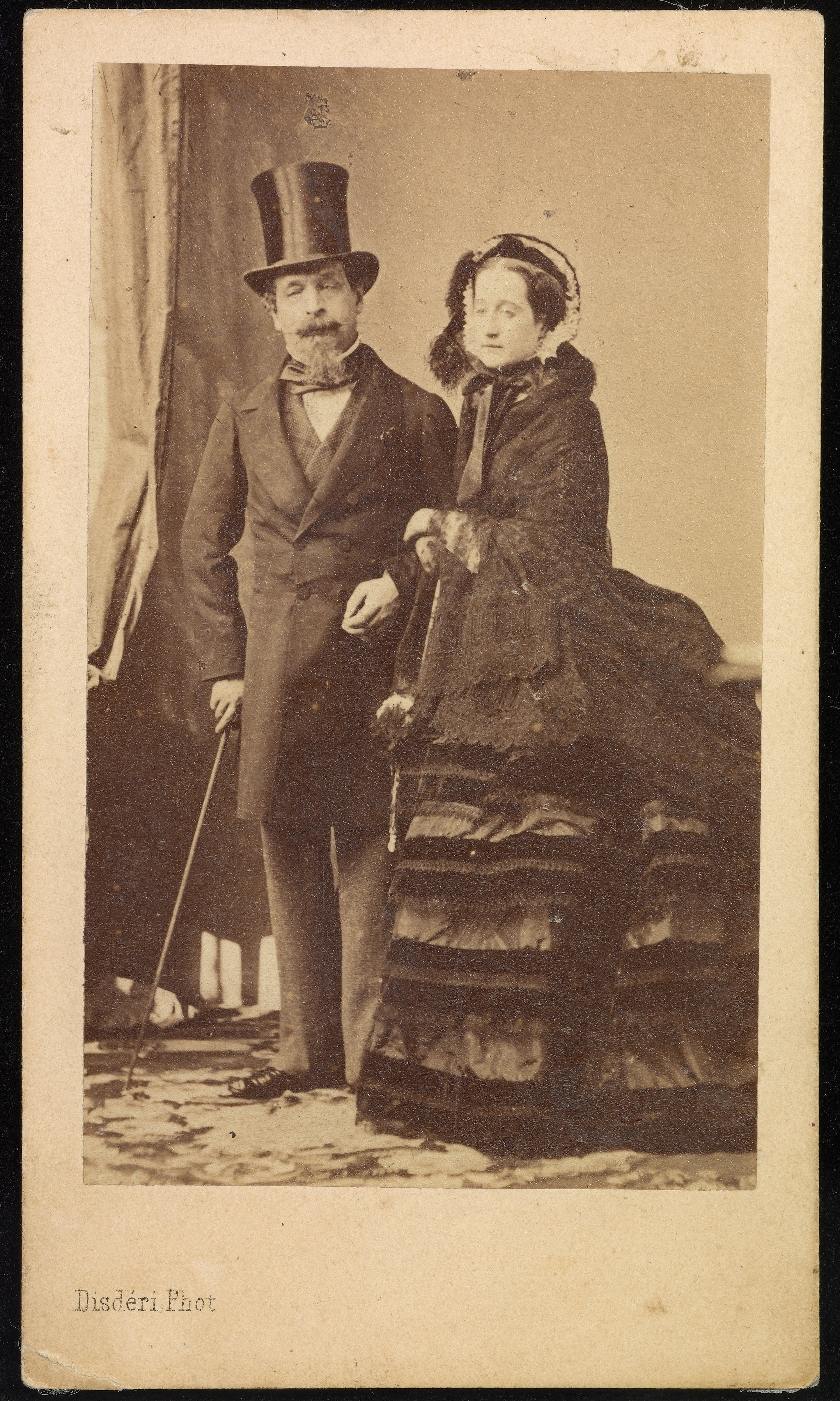
Napoléon III und Eugénie – Google Art Project
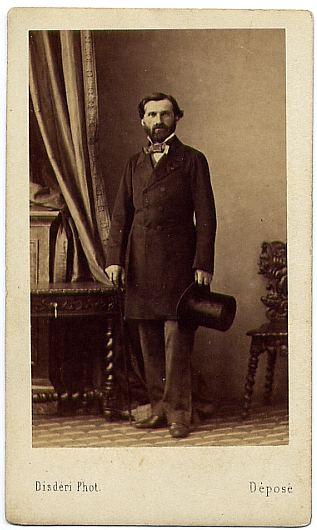
Giuseppe Verdi